# Emajõgi
L'Emajõgi (in tedesco Embach; in lettone Mētra) è un fiume in Estonia che prende origine dal lago Võrtsjärv e sfocia nella contea di Tartumaa nel lago Peipsi, attraversando la città di Tartu per 10 km. Ha una lunghezza di 101 km. Il nome Emajõgi significa "Fiume Madre" in estone.
L'Emajõgi è talvolta chiamato il Suur Emajõgi ("Grandioso Emajõgi"), in contrasto con il Väike Emajõgi ("Piccolo Emajõgi"), un altro fiume che confluisce nella zona meridionale del lago Võrtsjärv.

## Galleria d'immagini

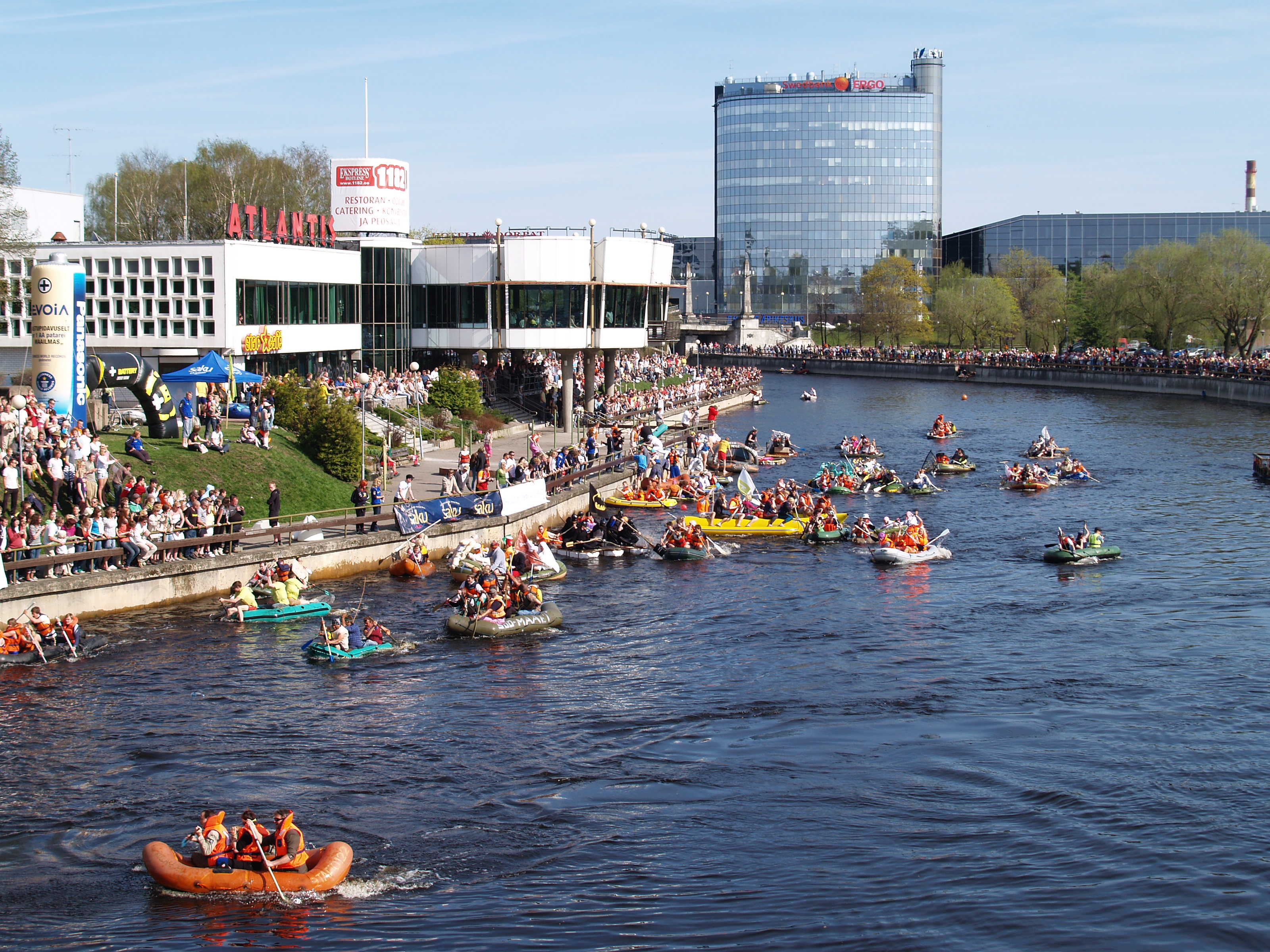
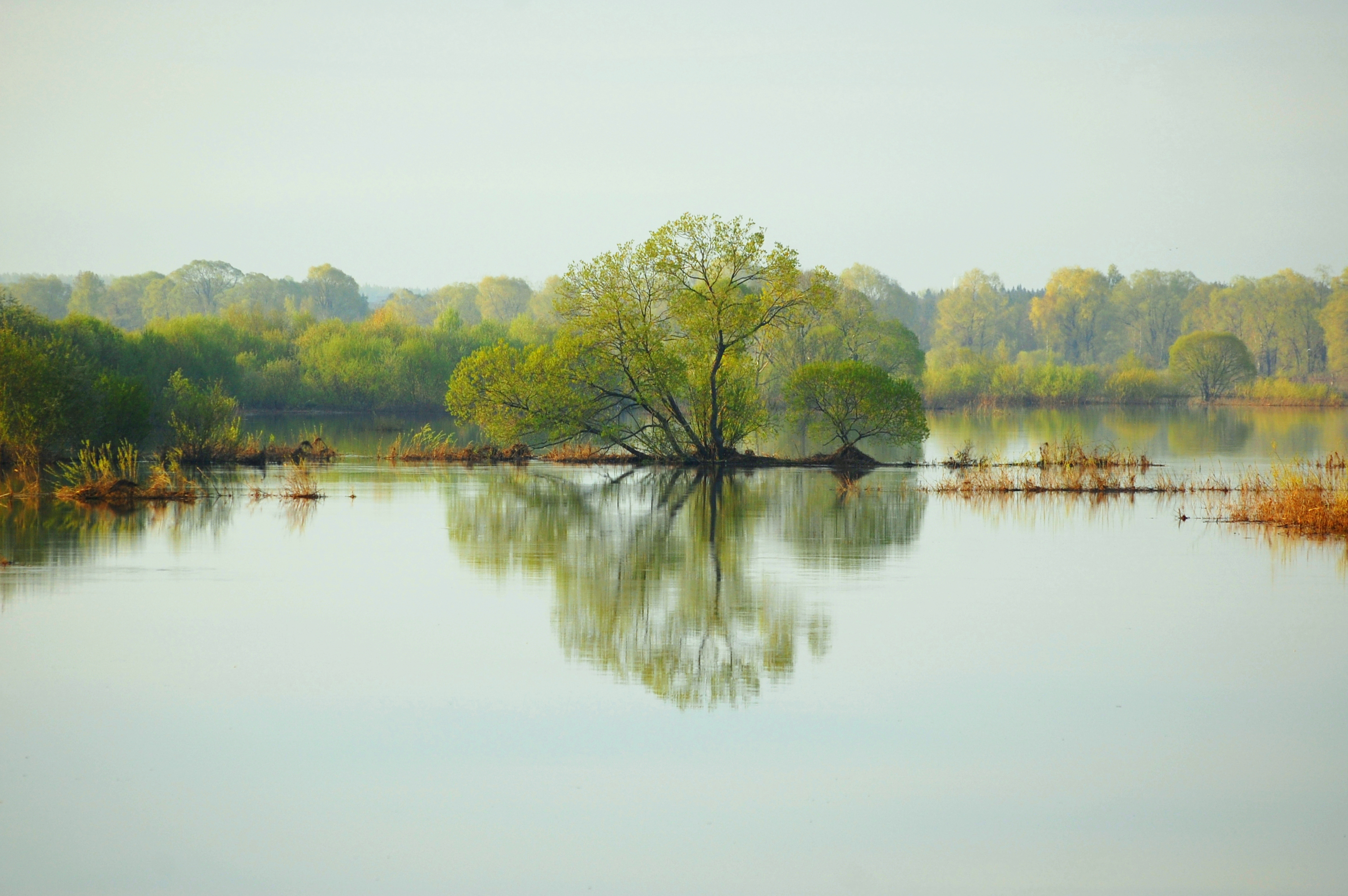
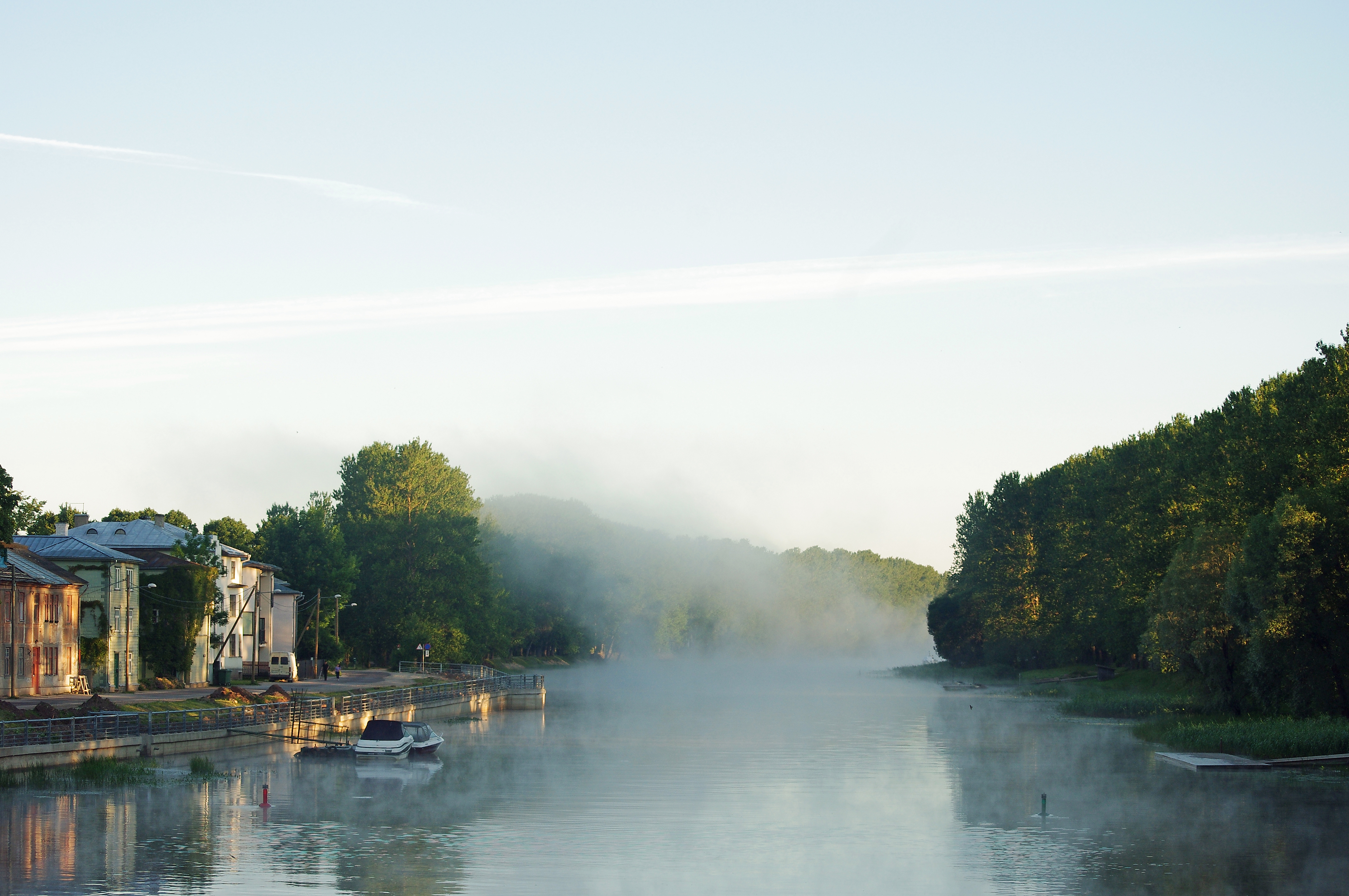
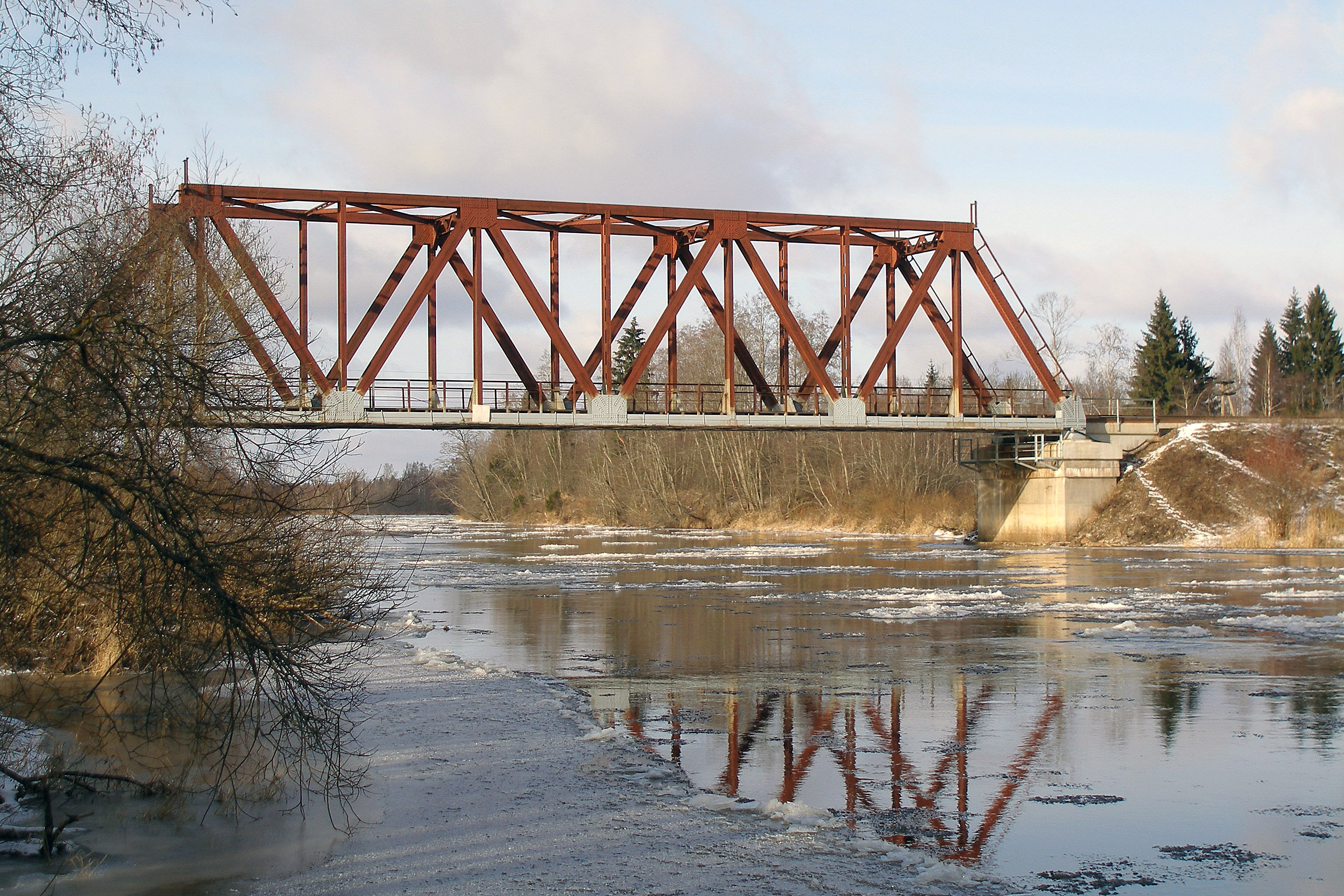
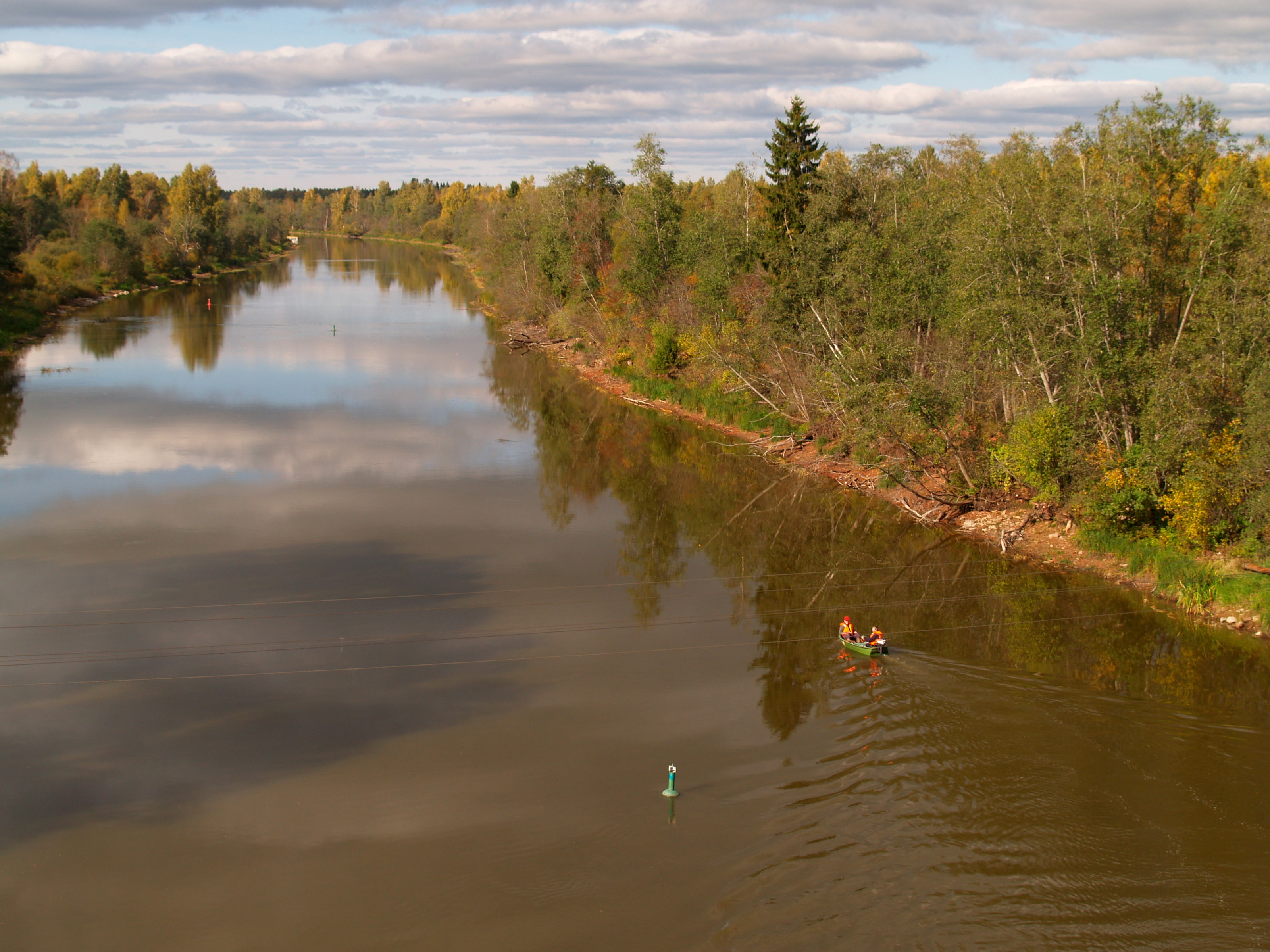